# Scapulaseius hova
Scapulaseius hova är en spindeldjursart som först beskrevs av Blommers 1976.  Scapulaseius hova ingår i släktet Scapulaseius och familjen Phytoseiidae. Inga underarter finns listade i Catalogue of Life.